# Charles Levin
Charles Herbert Levin (* 12. März 1949 in Chicago, Illinois; † Ende Juni / Anfang Juli 2019 nahe Selma, Oregon) war ein US-amerikanischer Schauspieler.

## Leben
Levin wurde in Chicago geboren. Er war Absolvent der zur Yale-Universität gehörenden Yale School of Drama in New Haven, Connecticut, an der er bis 1974 Schauspiel studierte und Mitglied der Studentenverbindung Skull & Bones (engl. „Schädel und Knochen“) war.
Levin war von 1983 bis zu ihrem Tod mit der Schauspielerin Katherine De Hetre verheiratet, die am 29. Dezember 2007 bei einem Autounfall in Los Angeles ums Leben kam. Levin hatte zwei Söhne, Ben und Jesse, und eine Tochter, Kate.
Am 8. Juli 2019 wurde der 70-jährige Levin von seinem Sohn bei der Polizei als vermisst gemeldet, nachdem seine Angehörigen von ihm seit dem 28. Juni nichts mehr gehört hatten. Zu dieser Zeit lebte Levin in Grants Pass im Süden Oregons und war dabei, in ein neues Haus in der Stadt umzuziehen. Levins stark beschädigter Fiat wurde am 12. Juli 2019 auf einem abgelegenen Waldweg nordöstlich des Ortes Selma entdeckt; im Fahrzeuginneren befand sich sein toter Mops „Boo Bear“. Einen Tag später wurde Levins Leichnam in der Nähe des Fahrzeugs in einem Waldstück gefunden. Laut Polizeiangaben handelte es sich bei Levins Tod um einen Unfall, sein Wagen hatte sich offenbar auf dem abgelegenen Waldweg festgesetzt und Levin war auf der Suche nach Hilfe eine Böschung hinabgestürzt.

## Karriere
Levin arbeitete zunächst vor allem als Theaterschauspieler. Sein Debüt am Broadway in New York City hatte er 1980 als Sid in dem Musical One Night Stand; die Spielzeit am Nederlander Theatre umfasste insgesamt acht Vorpremieren.
Levins erste Rolle im Film war eine Sprechrolle in dem Animationsfilm Everybody Ride the Carousel aus dem Jahr 1976. Zu seinen ersten Filmrollen zählten kleine Auftritte in den Komödienklassikern Der Stadtneurotiker und Manhattan unter Regie von Woody Allen. In den 1980er- und 1990er-Jahren übernahm er dann einige Kino-Nebenrollen sowie zahlreiche Gastrollen in Fernsehproduktionen, unter anderem in Familienbande, Tales from the Darkside, The Twilight Zone, The Facts of Life, Falcon Crest (als Arthur Haberman), Punky Brewster, Die besten Jahre, Harrys wundersames Strafgericht, L.A. Law – Staranwälte, Tricks, Prozesse (als Robert Caporale), Designing Women, Murphy Brown, Capital News (als Vinnie DiSalvo), New York Cops – NYPD Blue und Law & Order.
Zu Levins bekanntesten Rollen zählen der Polizist Elliot Novak in den letzten beiden Staffeln der Sitcom Imbiß mit Biß (Alice) von 1983 bis 1985 sowie seine wiederkehrende Nebenrolle als Eddie Gregg in der Krimiserie Polizeirevier Hill Street zwischen 1982 und 1986. Er war ebenfalls bekannt für seine markante Gastrolle als Mohel in der Seinfeld-Folge Die Beschneidung und für die Darstellung des schwulen Kochs Coco in der Pilotfolge von Golden Girls. Ursprünglich sollte Levin Teil der Hauptbesetzung der Fernsehserie werden, allerdings wurde Estelle Gettys Darstellung der Sophia Petrillo vom Publikum derart positiv angenommen, dass er schließlich durch sie ersetzt wurde. Die Drehbuchautoren mochten Levin und dessen Verkörperung des Kochs, hatten aber Bedenken, fünf Hauptcharaktere im Verlauf der Serie weiterzuentwickeln.
Zwischen 1989 und 1992 spielte er erneut am Broadway, im Musical City of Angels verkörperte er Irwin S. Irving und Buddy Fidler als Zweitbesetzung von René Auberjonois. 1995 und 1996 spielte er auf der Bühne des Loeb Drama Center der Universität von Cambridge die Rolle des Pa Ubu im Musical Ubu Rock, einer auf dem Theaterstück König Ubu basierenden Produktion des American Repertory Theatre (A.R.T)  Weitere Rollen hatte er in dem mit dem Pulitzer-Preis ausgezeichneten Bühnenstück Vergrabenes Kind von Sam Shepard, in Punch and Judy Get Divorced, in Shlemiel the First (1997), in der Wiederaufführung von Sechs Personen suchen einen Autor (1996), in der Theaterinterpretation von Das Cabinet des Dr. Caligari (basierend auf dem gleichnamigen Stummfilm), in Carlo Gozzis The King Stag and A Gozzi Surprise (basierend auf Gozzis Werk König Hirsch), in The Oresteia: Agamemnon, The Libation Bearers, The Eumenides, in William Shakespeares Der Sturm, in der Dreigroschenoper sowie in Woyzeck.
Nach 1998 stand Levin nicht mehr als Schauspieler vor der Kamera, seinen letzten Auftritt hatte er 1998 in Zivilprozess, in dem er einen Geologen spielte. In den 1990er Jahren unterrichtete er auch Schauspiel an der US-Elite-Universität Harvard.

## Filmografie (Auswahl)
Filme
- 1976: Everybody Rides the Carousel (Sprechrolle)
- 1977: Der Stadtneurotiker (Annie Hall)
- 1977: Zwischen den Zeilen (Between the Lines)
- 1978: Rush It
- 1979: Manhattan
- 1979: Die Verführung des Joe Tynan (The Seduction of Joe Tynan)
- 1980: On the Road Again (Honeysuckle Rose)
- 1981: Kreuz der Gewalt (Skokie, Fernsehfilm)
- 1983: Das Bombengeschäft (Deal of the Century)
- 1984: This Is Spinal Tap
- 1985: Vergesst die Liebe nicht (Do You Remember Love, Fernsehfilm)
- 1985: Der Verrückte mit dem Geigenkasten (The Man with One Red Shoe)
- 1986: Auf der Suche nach dem goldenen Kind (The Golden Child)
- 1987: J. Edgar Hoover (Fernsehfilm)
- 1988: Der Couch-Trip (The Couch Trip)
- 1989: Der Hammer (No Holds Barred)
- 1989: Second Hand Familie (Immediate Family)
- 1990: Gegensätze ziehen sich an (Opposites Attract, Fernsehfilm)
- 1991: Im Schatten des Schreckens (Sins of the Mother, Fernsehfilm)
- 1998: Zivilprozess (A Civil Action)

Fernsehserien
- 1982–1986: Polizeirevier Hill Street (Hill Street Blues, 6 Folgen)
- 1982: Familienbande (Family Ties, Folge A Christmas Story)
- 1983–1985: Imbiß mit Biß (Alice, 25 Folgen)
- 1985: Golden Girls (Folge Die Verlobung)
- 1987: Karen's Song (5 Folgen)
- 1987: Falcon Crest (2 Folgen)
- 1987/1988: Punky Brewster (2 Folgen)
- 1987/1991: L.A. Law – Staranwälte, Tricks, Prozesse (L.A. Law, 2 Folgen)
- 1989: Harrys wundersames Strafgericht (Night Court, Folge Life with Buddy)
- 1989–1991: Mann muss nicht sein (Designing Women, 3 Folgen)
- 1990: Capital News (13 Folgen)
- 1991: Unser lautes Heim (Growing Pains, Folge The Young and the Homeless)
- 1993: Seinfeld (Folge The Bris)
- 1993: Murphy Brown (Folge It's Not Easy Being Brown)
- 1994–1995: New York Cops – NYPD Blue (4 Folgen)
- 1997: Law & Order (Folge Thrill)
- 1998: Oh Baby (Folge The Hut)